# Никола Коцев
 Тази статия е за българския политик.  За духовника и общественик, вижте Никола Коцев (свещеник).  
Никола Коцев Стоичков е български учител и политик.

## Биография
Роден е през 1867 година на 20 октомври 1872 година в град Кюстендил. Завършва Кюстендилското педагогическо училище и известно време учителства в София и Кюстендил. Няколко години е учител в Кюстендилското педагогическо училище. След това работи като окръжен училищен инспектор и околийски училищен инспектор.
Избран е през 1908 г. за народен представител на Кюстендилска околия в XIV обикновено народно събрание. Окръжен съветник и председател на Кюстендилския окръжен съвет. Участва в Балканската война (1912 – 1913). 
През 1908 г. записва право във Фрейбургския университет – Франция и след завършването му се установява като адвокат в Кюстендил. През Първата световна война (1915 – 18) изпълнява длъжността на военен следовател. Член е на Върховната сметна палата. Член на Кюстендилското учителско дружество и пръв негов председател. Член на Кюстендилското читалище „Братство“, на което е избиран и за председател.
След 1919 г. е член на Демократическата партия на Александър Малинов и работи заедно с местния лидер и депутат Христо Славейков. През периода август 1923 – януари 1924 г. кюстендилските демократи влизат в новообразувания Демократически сговор, но репресивната му политика ги отблъсква и от началото на 1924 г. с Христо Славейков се връщат в Демократическата партия. Кюстендилският лидер съдейства на Никола Коцев да бъде назначен за председател на Кюстендилската общинска тричленна комисия (23 март – 22 юни 1925) и да заеме кметския пост (23 ноември 1925 – 30 ноември 1926 г.).
През време на управлението на Никола Коцев са проведени редица обществени и благоустройствени мероприятия: завършен е водопровода за студена вода; изградена е хидроцентралата на р. Бистрица от чехословашкото акционерно дружество „Шкодови заводи“; предоставено е безплатно общинско място в центъра на града за Дом на инвалида, открити са нови улици.
След напускане на кметския пост Никола Коцев става кюстендилски окръжен управител, а след това председател на Шуменската сметна палата и съветник във Върховната сметна палата.